# 哈夫斯普林斯 (加利福尼亞州)
哈夫斯普林斯（英語：Hough Springs）是位於美國加利福尼亞州萊克縣的一個非建制地區。該地的面積和人口皆未知。

## 地理
哈夫斯普林斯的座標為39°09′45″N 122°36′44″W / 39.16250°N 122.61222°W，而該地的平均海拔高度為468米（即1535英尺）。